# Mercherdach
Mercherdach (auch Muiredach, Murchertachus u. a.) war ein irischer Pilgermönch, der im 11. Jahrhundert als Inkluse an der Obermünsterkirche von Regensburg lebte. Er wird als Seliger verehrt.

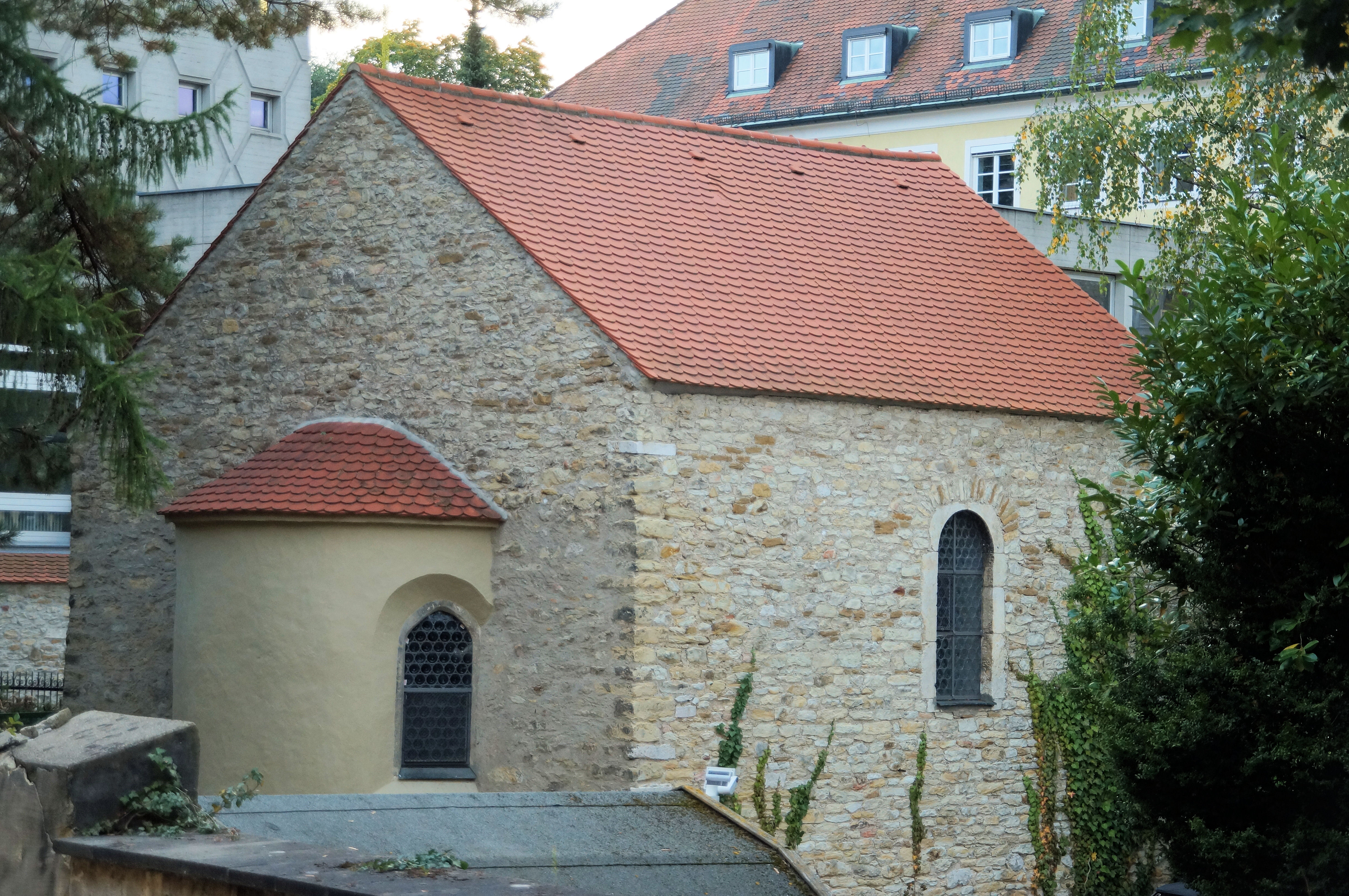
Mercherdachkapelle in Regensburg

Mercherdach soll nach unbestätigten Quellen schon im Jahr 1054 in Regensburg gewesen sein, wo ihn dann in den 1070er Jahren sein Landsmann Marianus Scottus traf. Er und Marianus seien enge Freunde geworden, und Marianus habe sich bei ihm mehrfach Rat geholt, wie die Vita des Marianus berichtet. Mercherdach befand sich als Inkluse eingeschlossen in einer kleinen, an die Kirche angebauten Zelle. Nahrung erhielt er durch ein kleines Fenster, die wahrscheinlich wie üblich bei Inklusen mehrheitlich aus Brot und Wasser bestand. Er starb nach 1074/1075. Ein Grabstein Mercherdachs – allerdings aus späterer Zeit – hat sich erhalten, ebenso ein Mercherdachkapelle genanntes Gebäude beim Obermünster, das am Ort der Zelle errichtet worden war.